# N'Tossoni
N'Tossoni è un comune rurale del Mali facente parte del circondario di Koutiala, nella regione di Sikasso.
Il comune è composto da 5 nuclei abitati:
- Bamana
- Bambougou
- Diéla
- N'Tossoni
- Toula